# Oxypetalum alpinum
Oxypetalum alpinum là một loài thực vật có hoa trong họ La bố ma. Loài này được (Vell.) Fontella & E.A.Schwarz mô tả khoa học đầu tiên năm 1984.